# 第9回参議院議員通常選挙
第9回参議院議員通常選挙（だい9かいさんぎいんぎいんつうじょうせんきょ）は、1971年（昭和46年）6月27日に日本で行われた国会（参議院）議員の選挙である。

## 概説
前年に大差で総裁四選を果たしていた佐藤栄作首相の自民党は、沖縄返還交渉の取りまとめ、大阪万博の成功に加え、1970年安保闘争や大学紛争を乗り切るなどしており、選挙戦で大きな不安要素を抱えていたわけではなかった。直前に行われた朝日新聞の情勢調査でも、議席増の見通しを伝えていた（『朝日新聞』1971年6月25日付）。ところが自民党は、予想よりも伸び悩んだ。63議席は1956年以来の低い数字であり、得票率は結党以来の最低水準であった。
翌年の退任が決まっていた佐藤長期政権への「飽き」が顕在化し、保革伯仲状況の到来を予感させる選挙結果となった。結果への不満の矛先は自民党参院執行部、ひいては参院に絶大な影響力を誇っていた重宗雄三議長へと向き、重宗の議長退任・河野謙三の就任へとつながっていく。河野は田中角栄と親しかった為、この参院選が翌年の総裁選に与えた影響も少なくなかった。

## 選挙データ

### 内閣
- 第3次佐藤内閣（第63代）

### 投票日
- 1971年（昭和46年）6月27日

### 改選数
- 126議席
  - 地方区：76議席
  - 全国区：50議席

### 選挙制度
- 地方区　
  - 小選挙区制：改選数26議席
    - 2人区（改選1名、単記投票）：26選挙区　

  - 中選挙区制：改選数50議席
    - 4人区（改選2名、単記投票）：15選挙区
    - 6人区（改選3名、単記投票）：4選挙区
    - 8人区（改選4名、単記投票）：2選挙区
- 全国区　
  - 大選挙区制：改選数50議席
- 秘密投票
- 20歳以上の男女
- 有権者[3]：71,177,667名
  - 男性：34,412,000名
  - 女性：36,765,667名

### その他
- 立候補者[3]：305名
  - 地方区：199名
  - 全国区：106名

## 選挙結果

### 投票率
- 地方区：59.24%（投票者数：42,164,015名）
- 全国区：59.23%（投票者数：42,160,743名）

### 議席数
| 党派         | 地方区     | 地方区 | 地方区 | 全国区     | 全国区 | 全国区 | 議席 合計 |
| 党派         | 得票       | 比率   | 議席   | 得票       | 比率   | 議席   | 議席 合計 |
| ------------ | ---------- | ------ | ------ | ---------- | ------ | ------ | --------- |
| 自由民主党   | 17,727,263 |        | 41     | 17,759,395 | 44.5%  | 21     | 62        |
| 日本社会党   | 12,597,644 |        | 28     | 8,494,264  |        | 11     | 39        |
| 公明党       | 1,391,855  |        | 2      | 5,626,293  |        | 8      | 10        |
| 日本共産党   | 4,878,570  |        | 1      | 3,219,307  |        | 5      | 6         |
| 民主社会党   | 1,919,643  |        | 2      | 2,441,509  |        | 4      | 6         |
| その他の党派 | 74,739     |        | 0      | 48,300     |        | 0      | 0         |
| 無所属       | 1,741,201  |        | 1      | 2,342,517  |        | 1      | 2         |
|              | 40,330,916 |        | 75     | 39,931,584 |        | 50     | 125       |

| 政党／無所属 | 改選 | 非改選 | 合計 |
| ------------ | ---- | ------ | ---- |
| 与党         | 63   | 68     | 131  |
| 自由民主党   | 63   | 68     | 131  |
| 野党他       | 63   | 55     | 118  |
| 日本社会党   | 39   | 27     | 66   |
| 公明党       | 10   | 12     | 22   |
| 民社党       | 6    | 7      | 13   |
| 日本共産党   | 6    | 4      | 10   |
| 無所属       | 2    | 5      | 7    |
| 合計         | 126  | 123    | 249  |

### 政党・政治団体
自由民主党
| 総裁     | 幹事長   | 総務会長 | 政務調査会長 | 国会対策委員長 | 参議院議員会長 |
| -------- | -------- | -------- | ------------ | -------------- | -------------- |
| 佐藤栄作 | 田中角栄 | 鈴木善幸 | 水田三喜男   | 塚原俊郎       | 郡祐一         |

日本社会党
| 中央執行委員長 | 中央執行副委員長           | 書記長   | 政策審議会長 | 国会対策委員長 | 参議院議員会長 |
| -------------- | -------------------------- | -------- | ------------ | -------------- | -------------- |
| 成田知巳       | 江田三郎 三宅正一 山花秀雄 | 石橋政嗣 | 北山愛郎     | 柳田秀一       | 加瀬完         |

公明党
| 中央執行委員長 | 中央執行副委員長           | 書記長   | 政策審議会長 | 国会対策委員長 | 参議院議員団長 |
| -------------- | -------------------------- | -------- | ------------ | -------------- | -------------- |
| 竹入義勝       | 浅井美幸 多田省吾 二宮文造 | 矢野絢也 | 正木良明     | 大久保直彦     | 二宮文造       |

民社党
| 中央執行委員長 | 書記長     | 政策審議会長 | 国会対策委員長 | 参議院議員会長 | 常任顧問               |
| -------------- | ---------- | ------------ | -------------- | -------------- | ---------------------- |
| 春日一幸       | 佐々木良作 | 竹本孫一     | 池田禎治       | 向井長年       | 片山哲 曾禰益 西尾末広 |

日本共産党
| 議長     | 幹部会委員長 | 幹部会副委員長                    | 書記局長 | 政策委員会責任者 | 国会対策委員長 | 参議院議員団長 |
| -------- | ------------ | --------------------------------- | -------- | ---------------- | -------------- | -------------- |
| 野坂参三 | 宮本顕治     | 市川正一 岡正芳 西沢富夫 袴田里見 | 不破哲三 | 上田耕一郎       | 村上弘         | 岩間正男       |

## 議員

### この選挙で選挙区当選
自民党   社会党   公明党   共産党   民社党   諸派   無所属 
| 北海道     | 北海道     | 北海道     | 北海道     | 青森県     | 岩手県   | 宮城県       | 秋田県   | 山形県     |            |
| 高橋雄之助 | 川村清一   | 竹田現照   | 岩本政一   | 津島文治   | 岩動道行 | 戸田菊雄     | 沢田政治 | 伊藤五郎   |            |
| 福島県     | 福島県     | 茨城県     | 茨城県     | 栃木県     | 栃木県   | 群馬県       | 群馬県   | 埼玉県     | 埼玉県     |
| 村田秀三   | 棚辺四郎   | 中村喜四郎 | 竹内藤男   | 戸叶武     | 船田譲   | 茜ヶ久保重光 | 高橋邦雄 | 土屋義彦   | 森勝治     |
| 千葉県     | 千葉県     | 神奈川県   | 神奈川県   | 山梨県     | 東京都   | 東京都       | 東京都   | 東京都     |            |
| 加瀬完     | 菅野儀作   | 河野謙三   | 片岡勝治   | 神沢浄     | 原文兵衛 | 黒柳明       | 木島則夫 | 野坂参三   |            |
| 新潟県     | 新潟県     | 富山県     | 石川県     | 福井県     | 長野県   | 長野県       | 岐阜県   | 静岡県     | 静岡県     |
| 佐藤隆     | 杉山善太郎 | 橘直治     | 嶋崎均     | 辻一彦     | 羽生三七 | 木内四郎     | 中村波男 | 川野辺静   | 松永忠二   |
| 愛知県     | 愛知県     | 愛知県     | 三重県     | 滋賀県     | 京都府   | 京都府       | 大阪府   | 大阪府     | 大阪府     |
| 八木一郎   | 橋本繁蔵   | 須原昭二   | 久保田藤麿 | 河本嘉久蔵 | 植木光教 | 大橋和孝     | 赤間文三 | 田代富士男 | 佐々木静子 |
| 兵庫県     | 兵庫県     | 兵庫県     | 奈良県     | 和歌山県   | 鳥取県   | 島根県       | 岡山県   | 岡山県     |            |
| 金井元彦   | 小谷守     | 中沢伊登子 | 大森久司   | 世耕政隆   | 宮崎正雄 | 中村英男     | 秋山長造 | 木村睦男   |            |
| 広島県     | 広島県     | 山口県     | 徳島県     | 香川県     | 愛媛県   | 高知県       | 福岡県   | 福岡県     | 福岡県     |
| 藤田正明   | 藤田進     | 吉武恵市   | 小笠公韶   | 前川旦     | 増原恵吉 | 浜田幸雄     | 小野明   | 剱木亨弘   | 柳田桃太郎 |
| 佐賀県     | 長崎県     | 熊本県     | 熊本県     | 大分県     | 宮崎県   | 鹿児島県     | 鹿児島県 | 沖縄県     |            |
| 鍋島直紹   | 中村禎二   | 寺本広作   | 森中守義   | 工藤良平   | 温水三郎 | 柴立芳文     | 鶴園哲夫 | 稲嶺一郎   |            |

### この選挙で全国区当選
自民党   社会党   公明党   共産党   民社党   無所属 
| 1位-10位  | 田英夫     | 志村愛子 | 鈴木美枝子 | 町村金五     | 栗林卓司   | 柏原ヤス | 山本茂一郎 | 山田徹一   | 梶木又三   | 矢追秀彦   |
| 11位-20位 | 玉置和郎   | 西村尚治 | 原田立     | 須藤五郎     | 春日正一   | 岡本悟   | 小平芳平   | 村上孝太郎 | 多田省吾   | 内藤誉三郎 |
| 21位-30位 | 中尾辰義   | 加藤進   | 古賀雷四郎 | 野上元       | 細川護熙   | 平泉渉   | 田中寿美子 | 宮崎正義   | 塚田大願   | 中村利次   |
| 31位-40位 | 野々山一三 | 星野力   | 徳永正利   | 桧垣徳太郎   | 片山正英   | 鹿島俊雄 | 石本茂     | 伊部真     | 山本伊三郎 | 山崎昇     |
| 41位-50位 | 山内一郎   | 楠正俊   | 藤井恒男   | 柴田利右エ門 | 一龍齋貞鳳 | 水口宏三 | 鈴木力     | 宮之原貞光 | 青木一男   | 立川談志   |

- 繰上当選

| 黒住忠行 | 野末陳平 |

山本伊三郎（1971年7月8日）・村上孝太郎（1971年9月8日）両議員の死去に伴う

### 補欠当選
- 茨城選挙区 中村喜四郎（1971.12.21死去）→中村登美（1972.2.6補欠当選）
- 青森選挙区 津島文治（1973.5.6死去）→寺下岩蔵（1973.6.17補欠当選）
- 大阪選挙区 赤間文三（1973.5.2死去）→沓脱タケ子（1973.6.17補欠当選）
- 京都選挙区 大橋和孝（京都府知事選立候補による退職）→小川半次（1974.4.21補欠当選）
- 高知選挙区 浜田幸雄（1974.3.23死去）→林迶（1974.5.12補欠当選）
- 栃木選挙区 船田譲（栃木県知事選立候補による辞職）→矢野登（1974.12.8補欠当選）
- 茨城選挙区 竹内藤男（茨城県知事選立候補による辞職）→郡祐一（1975.4.27補欠当選）
- 愛知選挙区 須原昭二（1975.3.4死去）→福井勇（1975.4.27補欠当選）
- 鹿児島選挙区 柴立芳文（1975.8.5死去）→佐多宗二（1975.9.21補欠当選）
- 奈良選挙区 大森久司（1976.8.13死去）→堀内俊夫（1976.9.26補欠当選）
- 新潟選挙区 佐藤隆（衆院選立候補による辞職）→塚田十一郎（1976.12.12補欠当選）
- 宮崎選挙区 温水三郎（1976.10.22死去）→坂元親男（1976.12.12補欠当選）

### この選挙で初当選
計48名
- 衆議院議員経験者には「※」の表示。

自由民主党
24名
- 志村愛子
- 一龍齋貞鳳
- 岩本政一
- 梶木又三
- 片山正英

- 金井元彦
- 川野辺静
- 河本嘉久蔵
- 久保田藤麿※
- 古賀雷四郎

- 柴立芳文
- 世耕政隆※
- 高橋邦雄
- 竹内藤男
- 橘直治※

- 棚辺四郎
- 中村禎二
- 橋本繁蔵
- 浜田幸雄※
- 原文兵衛

- 桧垣徳太郎
- 細川護熙
- 町村金五※
- 村上孝太郎

日本社会党
13名
- 茜ヶ久保重光※
- 伊部真
- 片岡勝治
- 神沢浄
- 工藤良平※

- 小谷守
- 佐々木静子
- 須原昭二
- 田英夫
- 辻一彦

- 水口宏三
- 宮之原貞光
- 鈴木美枝子

民社党
5名
- 木島則夫
- 栗林卓司
- 柴田利右エ門
- 中村利次
- 藤井恒男

日本共産党
3名
- 加藤進※
- 塚田大願
- 星野力

無所属
3名
- 小笠公韶※
- 立川談志
- 野末陳平

### この選挙で返り咲き
計6名
自由民主党
2名
- 石本茂
- 寺本広作

日本社会党
4名
- 杉山善太郎
- 戸叶武
- 中村英男
- 野々山一三

### この選挙で引退･不出馬
計28名
自由民主党
15名
- 青田源太郎
- 青柳秀夫
- 井野碩哉
- 奥村悦造
- 鹿島守之助

- 梶原茂嘉
- 金丸冨夫
- 黒木利克
- 桜井志郎
- 重政庸徳

- 寺尾豊
- 広瀬久忠
- 三木與吉郎
- 村上春蔵
- 和田鶴一

日本社会党
10名
- 大森創造
- 岡三郎
- 亀田得治
- 北村暢
- 久保等

- 武内五郎
- 千葉千代世
- 永岡光治
- 松沢兼人
- 大和与一

公明党
1名
- 北条浩

民社党
1名
- 片山武夫

無所属
1名
- 大倉精一

### この選挙で落選
計17名
自由民主党
12名
- 井川伊平
- 石原幹市郎
- 内田芳郎
- 小林武治
- 近藤英一郎

- 小林章
- 高橋衛
- 谷口慶吉
- 田村賢作
- 八田一朗

- 山本杉
- 横山フク

日本社会党
2名
- 木村禧八郎
- 達田龍彦

無所属
3名
- 市川房枝
- 西郷吉之助
- 山高しげり